# Mortoniella angulata
Mortoniella angulata är en nattsländeart som beskrevs av Oliver S. Flint Jr. 1963. Mortoniella angulata ingår i släktet Mortoniella och familjen stenhusnattsländor. Inga underarter finns listade i Catalogue of Life.